# NGC 138
NGC 138 este o galaxie spirală, posibil lenticulară situată în constelația Peștii. A fost descoperită în 29 august 1864 de către Albert Marth.